# جنگ‌های لهستان و سوئد

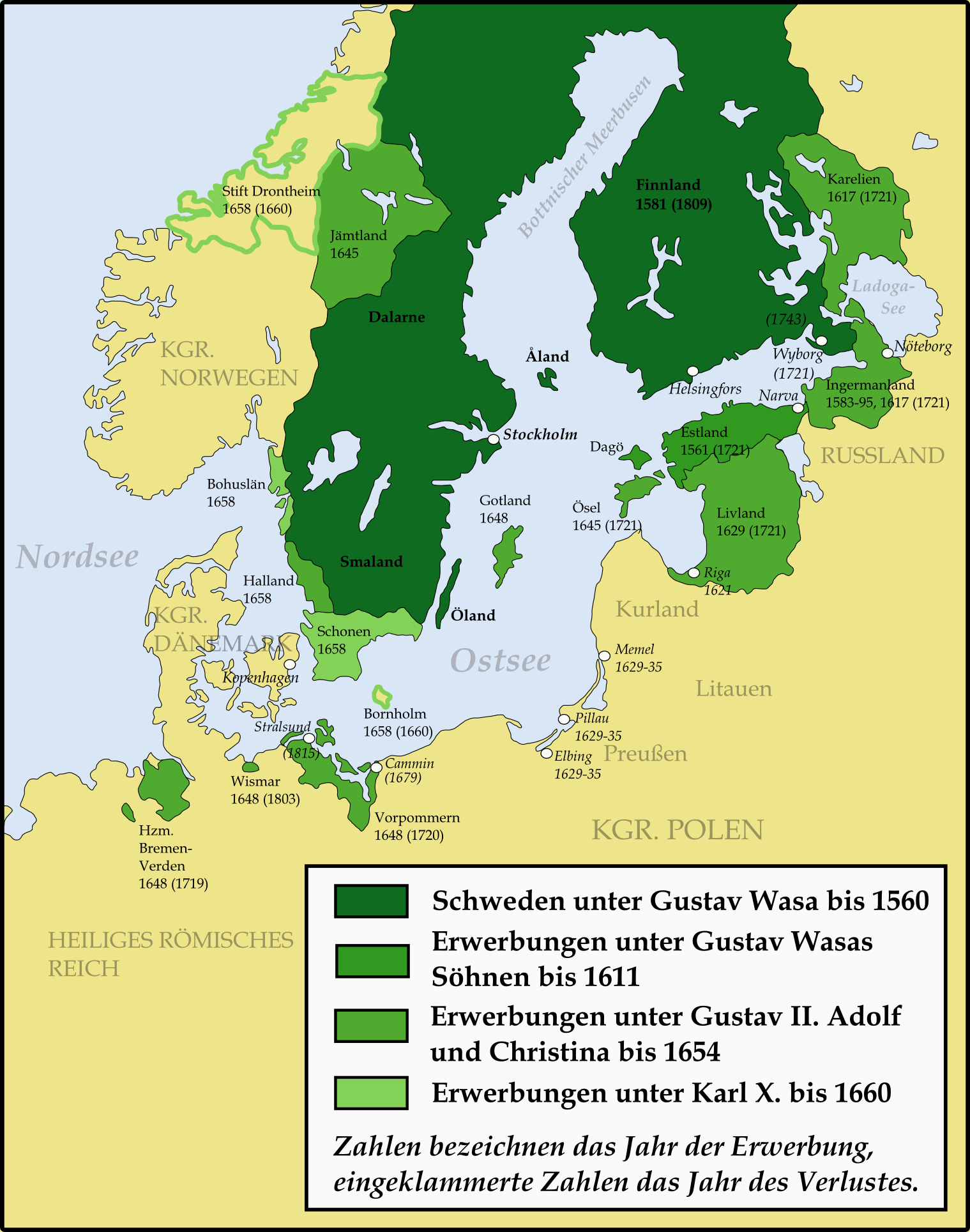
نقشه ی دو کشور

جنگ‌های لهستان و سوئد (انگلیسی: Polish–Swedish wars) مجموعه‌ای از جنگ‌ها بین کشورهای مشترک‌المنافع لهستان–لیتوانی و سوئد بود که بین سال‌های ۱۵۶۳ تا ۱۷۲۱ رخ داده‌است.
- درگیری قرن شانزدهم که گاهی اوقات به عنوان جنگ لیوونی (۱۵۵۸–۱۵۸۳) شناخته می‌شود.
- جنگ هفت‌ساله شمالی (۱۵۶۳–۱۵۷۰)
- War against Sigismund, در ۱۵۹۸
- جنگ ۱۶۲۹–۱۶۰۰ (گاهی اوقات بخشی از جنگ سی‌ساله فرااروپایی در نظر گرفته می‌شود) که دو بار با دوره‌های آتش‌بس قطع شد و می‌توان به موارد زیر تقسیم کرد:
  - جنگ لهستان و سوئد (۱۶۱۱–۱۶۰۰)
  - جنگ لهستان و سوئد (۱۶۱۸–۱۶۱۷)
  - جنگ لهستان و سوئد (۱۶۲۵–۱۶۲۱)
  - جنگ لهستان و سوئد (۱۶۲۹–۱۶۲۶)
- درگیری‌های نیمه دوم قرن هفدهم معروف به سیل (بخشی از دومین جنگ شمالی ۱۶۶۱–۱۶۵۵)
- جنگ بزرگ شمالی (۱۷۰۰–۱۷۲۱).
- جنگ ائتلاف چهارم (۱۸۰۷–۱۸۰۶), که در لهستان، که در آن زمان توسط لژیون‌های لهستانی تجزیه شده بود،
- آخرین جنگ لهستان و سوئد جنگ ائتلاف ششم بود زیرا دوک‌نشین ورشو متحد ناپلئونی بود، در حالی که پادشاهی سوئد یکی از اعضا اتحاد ضدناپلئونی بود.